# Episodi di White Collar (terza stagione)
La terza stagione della serie televisiva White Collar, composta da sedici episodi, è stata trasmessa in prima visione negli Stati Uniti dal canale via cavo USA Network dal 7 giugno 2011 al 28 febbraio 2012; i primi dieci episodi sono stati trasmessi fino al 9 agosto 2011, mentre i restanti sei episodi sono stati trasmessi dal 17 gennaio 2012.
In Italia, la stagione è stata trasmessa in prima visione dal canale satellitare Fox, della piattaforma Sky, dal 6 febbraio al 21 maggio 2012; in chiaro è stata invece trasmessa da Italia 1 dal 19 febbraio al 12 marzo 2013 in orario pomeridiano.
| nº | Titolo originale      | Titolo italiano        | Prima TV USA     | Prima TV Italia  |
| -- | --------------------- | ---------------------- | ---------------- | ---------------- |
| 1  | On Guard              | In guardia             | 7 giugno 2011    | 6 febbraio 2012  |
| 2  | Where There's a Will  | Ultime volontà         | 14 giugno 2011   | 13 febbraio 2012 |
| 3  | Deadline              | Effetti collaterali    | 21 giugno 2011   | 20 febbraio 2012 |
| 4  | Dentist of Detroit    | Il dentista di Detroit | 28 giugno 2011   | 27 febbraio 2012 |
| 5  | Veiled Threat         | La vedova nera         | 5 luglio 2011    | 5 marzo 2012     |
| 6  | Scott Free            | Robin Hood             | 12 luglio 2011   | 12 marzo 2012    |
| 7  | Taking Account        | Il truffatore          | 19 luglio 2011   | 19 marzo 2012    |
| 8  | As You Were           | Ritorno al passato     | 26 luglio 2011   | 26 marzo 2012    |
| 9  | On the Fence          | Segreti pericolosi     | 2 agosto 2011    | 2 aprile 2012    |
| 10 | Countdown             | Countdown              | 9 agosto 2011    | 9 aprile 2012    |
| 11 | Checkmate             | Scacco matto           | 17 gennaio 2012  | 16 aprile 2012   |
| 12 | Upper West Side Story | Upper West Side Story  | 24 gennaio 2012  | 23 aprile 2012   |
| 13 | Neighborhood Watch    | Il nuovo vicino        | 31 gennaio 2012  | 30 aprile 2012   |
| 14 | Pulling Strings       | La chiave di violino   | 7 febbraio 2012  | 7 maggio 2012    |
| 15 | Stealing Home         | Colpo allo stadio      | 21 febbraio 2012 | 14 maggio 2012   |
| 16 | Judgment Day          | Giudizio finale        | 28 febbraio 2012 | 21 maggio 2012   |

## In guardia
- Titolo originale: On Guard
- Diretto da: Russell Lee Fine
- Scritto da: Jeff Eastin

### Trama

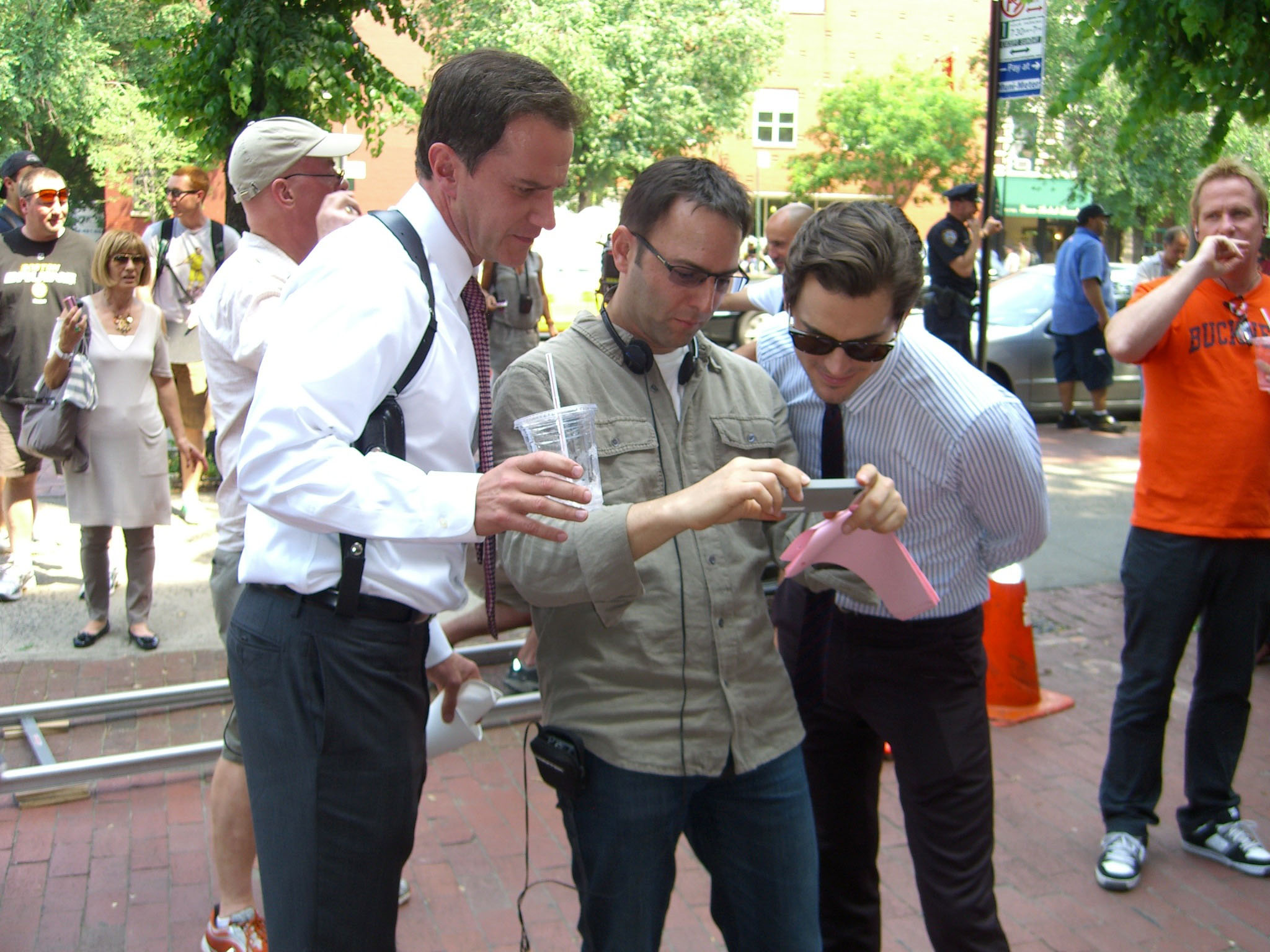
Tim DeKay e Matthew Bomer guardano lo scatto di un membro della produzione durante le riprese della terza stagione (West Village, Manhattan, New York, 7 giugno 2011).

Peter sottopone Neal a molte ore di macchina della verità perché sospetta che le opere d'arte non siano bruciate ma che le abbia rubate e infine nascoste lui. Caffrey passa il test del poligrafo e nel tornare a casa, vi trova Mozzie. In quel momento si rende conto che è stata tutta opera sua e che lo ha fatto perché quel tesoro è la loro balena bianca; l'ultimo e il più remunerativo. Mozzie informa Neal che ha intenzione di caricare tutto su un aereo da turismo per portare via le opere in un'isola lontano ricominciando una nuova vita con altri nomi lontano da New York.
Il giorno dopo Neal si reca al lavoro come ogni giorno all'FBI ma Peter continua a trattarlo con sufficienza e sospetto. Intanto però lo avverte che un certo David Lawrence, che ha rubato ad una banca parecchi anni prima la somma di 60 milioni di dollari, ha mandato un'email ad un certo Gary Rydell, noto contrabbandiere che altri non è che uno degli alias di Neal Caffrey. Nell'email Lawrence lo avverte che ha bisogno del suo aiuto per far uscire i soldi dagli Stati Uniti. Neal si cala nel personaggio di Rydell e contatta Lawrence dicendogli che ha un piano per farlo scappare via mare.
Intanto, Peter porta il pezzo del dipinto del Chrysler Building a casa e lo fa vedere ad Elizabeth, dicendole che è proprio una parte del quadro che ha visto a casa di Neal la notte prima dell'esplosione. Elizabeth, data la sua esperienza come gallerista, prende un libro d'arte dallo scaffale e gli fa notare che il famoso grattacielo è stato dipinto da parecchi artisti prima della seconda guerra mondiale e che quindi quel frammento potrebbe anche essere autentico. Gli chiede poi perché non lo vuole far autenticare dall'FBI e Peter le riferisce che se la sua intuizione risultasse vera, per Neal sarebbe la fine.
Elizabeth si incarica di farlo esaminare lei alla galleria d'arte in cui lavorava.
Caffrey intuisce che se Peter è così sospettoso è perché ha qualche prova contro di lui. Va quindi a trovare Elizabeth con la scusa di parlare dell'agente Burke e lei, palesemente, gli nasconde il libro d'arte. Con una scusa, Neal la fa allontanare e scatta una foto al libro, procurandosene poi una copia. Trovandovi i quadri che raffigurano il Chrysler, si rende conto che Peter aveva visto e commentato la sua riproduzione a casa sua. Neal interroga Mozzie e lui gli confida che nel magazzino al porto ha dovuto inserire i quadri che Neal aveva dipinto in tutti quei mesi per poter far bruciare qualcosa, compreso quello del grattacielo. Neal chiede a Mozzie di seguire Elizabeth e lui nota che la donna ha proprio un frammento che raffigura la guglia del Chrysler. Caffrey escogita quindi un piano: chiede a Mozzie di recarsi al magazzino dove sono stipate le opere d'arte e di grattare via dalle tele originali risalenti al periodo tra il 1930 e il 1937 delle scaglie di colori primari per poter avere materiale per dipingere una copia del frammento. Una volta recuperati i colori, Neal si intrufola nel magazzino della galleria, prima che il pezzo parta per l'autenticazione e con calma, dipinge un pezzo di tela identico e poi ne brucia i bordi, sostituendolo.
Poi, raggiunge Lawrence per poter organizzare le casse con i soldi ma l'agente Jones, che seguiva Neal per ordine di Peter, viene catturato e rischia di essere ucciso. Neal convince Lawrence a non fargli del male e a portarselo dietro come merce di scambio. Poi chiama Mozzie davanti a Lawrence facendogli capire che il loro piano di scappare con l'aereo è saltato e che ora quel piano è da usare per Lawrence, oltre a dirgli di avvertire Peter e l'FBI della loro imminente fuga.
Sulla pista, Mozzie, Neal, Jones e Lawrence tentano di scappare con il piccolo aereo, ma vengono fermati dall'FBI.
Jones ringrazia Neal e fa notare a Peter che se non era per lui sarebbe morto.
Tornando a casa, Peter viene informato da Elizabeth che l'autenticazione è andata bene e che il frammento del quadro è stato datato intorno al 1937, quindi non può essere stato Neal a dipingerlo.
Peter si reca a casa di Neal mentre lui non c'è. Da una serie di tele che il ragazzo ha per terra, ne estrae di nuovo la copia (che Neal ha ridipinto per averla in casa) del Chrysler. Neal rientra in quel momento e gli dice che se gli piace tanto, può tenerselo. Poi nota che Peter ha un'espressione felice e intuisce che il suo piano ha funzionato. Peter si confida con lui senza entrare nei dettagli, dicendogli soltanto che è contento che tutto sia finito bene. Neal gli dice che per lui, la sua porta è sempre aperta.
L'agente poi riceve una telefonata e si reca negli uffici dell'FBI. Qui Diana gli comunica il rinvenimento, tra i resti del sommergibile, di una lista parziale di carico con l'elenco di alcuni dipinti; non resta che avere pazienza e aspettare che qualcuno di questi ultimi venga messo in vendita per mettere le mani sul ladro. Nel frattempo Neal e Mozzie prendono in considerazione di vendere qualche pezzo per finanziare un secondo piano di fuga.
- Guest star: Denise Vasi (Cindy).
- Ascolti USA: telespettatori 3 900 000[7]

## Ultime volontà
- Titolo originale: Where There's a Will
- Diretto da: Sanford Bookstaver
- Scritto da: Mark Goffman

### Trama

Immagine dalla nuova sigla di White Collar usata dal secondo al sesto episodio della terza stagione; poi abbandonata, in favore della precedente, per le proteste dei fan.

Josh Roland, ricco uomo d'affari, possiede il testamento del padre che gli attesta un lascito di diversi milioni di dollari. Anche suo fratello James però, ne ha uno identico. Dato che i due fratelli non vanno d'accordo da molti anni, viene chiamato Neal in veste di consulente per verificare quale dei due sia l'originale. Dopo averli esaminati, avverte i fratelli che entrambi i testamenti sono dei falsi. Una volta raggiunto l'ufficio della White Collar Division, Peter e Neal si rendono conto che le firme dei testimoni poste su entrambi i documenti sono state fatte dalla stessa mano e che i nomi lasciati sono un anagramma che compongono il nome di Tycho Brahe, un astronomo danese del XVI secolo. In più i fogli del testamento sono abbelliti con disegni agli angoli e con una rosa dei venti che sovrapposta agli altri fogli, compone una mappa.
Mozzie nel frattempo, inserisce una telecamera fissa nel magazzino dove è custodito il tesoro per dare modo a Caffrey di guardarlo su un computer portatile, dato che non può avvicinarsi per colpa della sua cavigliera. Gli riferisce anche che ha trovato un compratore per uno dei quadri di Degas
Peter interpella i fratelli Roland e da loro viene a sapere che il loro padre era solito organizzare delle cacce al tesoro e quella che ha lasciato per trovare il vero testamento, sembrerebbe essere l'ultima.
La figlia di James Roland intanto, viene rapita e usata come merce di scambio per un riscatto che ammonta alla cifra della sua copia del riscatto. I vari indizi che Neal e Peter seguono li portano a trovare un manoscritto di Brahe in cui si potrebbero nascondere altre risposte all'enigma.
Ma il rapitore ha stabilito una scadenza e Neal, per accedere in fretta al manoscritto dell'astronomo, si introduce al museo, apre la teca che lo contiene e quest'ultimo si distrugge a causa della contaminazione dell'aria. Caffrey si rende conto che il libro era un falso. Sul dorso però, vi trova una serie di simboli che a Peter ricordano una cavigliera che aveva visto indossare alla bambina e chiede ai Roland se quei simboli dicono qualcosa almeno a loro. Dai ricordi fanciulleschi, risalgono a una coppia di foto che ora sono appese alle estremità di una colonna in casa loro. La squadra dell'FBI trova il rapitore: si tratta di un certo Gelles, vecchio collaboratore di Roland senior. La bambina viene portata in salvo e i due fratelli finalmente scoprono nascosto nella colonna indicata il vero testamento e i veri manoscritti appartenenti a Brahe.
Tornati all'FBI, Neal nota una donna, l'agente Melissa Matthews, che parla con Peter nel suo ufficio e dalla cartellina che porta, capisce che arriva dallo Smithsonian Institution. Intuisce che se è stata chiamata è perché Peter ha bisogno della sua competenza per il tesoro perduto. Con una scusa, la incontra fuori dagli uffici e si fa dire il suo nome. Dopodiché, Caffrey si prepara un documento falso che lo identifica come agente dell'Interpol specializzato in crimini artistici e organizza un incontro fortuito con lei in un bar. Quando la donna vede in lui un collega, si sente a suo agio e Neal le fa credere che anche lui è stato chiamato dall'FBI per una consulenza. La donna confessa a Neal che Peter possiede una lista incompleta di alcune delle opere d'arte sparite dal sottomarino nazista e che se chi ha rubato il tesoro provasse a piazzarne anche solo un pezzo, verrebbe subito preso.
Neal quindi, avverte Mozzie di non vendere il Degas e di bloccare eventuali altri compratori.
- Guest star: William Sadler (Brett Gelles), Christopher Masterson (Josh Roland), Danny Masterson (James Roland)
- Ascolti USA: telespettatori 3 710 000[9]

## Effetti collaterali
- Titolo originale: Deadline
- Diretto da: Michael Smith
- Scritto da: Alexandra McNally

### Trama
Peter affida una copia della lista delle opere d'arte a Diana. Neal cerca in tutti i modi di venirne in possesso, chiedendo persino aiuto a Mozzie. Ma durante lo scambio per strada delle valigette in cui è contenuto il documento, Diana viene raggiunta dalla sua fidanzata Christie e Neal blocca Mozzie. Con il suo solito modo cordiale, Caffrey le saluta e si fa invitare a cena dalle donne.
Intanto, l'FBI viene incaricata di proteggere Helen Anderson, una giornalista che ha ricevuto minacce di morte. La donna non vuole collaborare dicendo che si è trovata molte volte a combattere con delle minacce e riferisce che ogni volta che accadeva, era perché era vicina a scoprire una verità scomoda. Peter chiede a Diana di farsi assumere come sua assistente per tenerla d'occhio senza che la donna sappia che è un agente dell'FBI. La squadra intanto indaga su ciò al quale sta lavorando la Anderson e arrivano a scoprire una compagnia farmaceutica che ha distribuito sul mercato un medicinale che causa gravi effetti collaterali se preso con altre sostanze. L'azienda sta ritirando le scatole difettose ma per non far scoppiare scandali, non ha ritirato quelle fallate.
Neal va a cena a casa di Diana e Christie con Sara. Guardandosi attorno si accorge che sulla libreria vi è un dizionario tedesco/inglese e intuisce che l'agente sta traducendo i nomi delle opere d'arte. Non riesce comunque ad accedere alla copia. La Anderson intanto viene salvata da un tentativo di omicidio proprio da Diana che per farlo, scopre la sua copertura. La giornalista poi, si reca all'FBI per chiederle di lavorare ancora per lei perché non ha mai avuto un'assistente così capace ma Diana rifiuta.
Neal avverte Mozzie di andare all'aeroporto e di scambiare la valigetta con quella della consulente dello Smithsonian Institution, la signorina Matthews, che intanto sta per lasciare New York con la lista. Mozzie è disperato perché era già all'aeroporto ma l'aereo è partito in anticipo e quindi non ha potuto appropriarsi dell'elenco. Mentre è ancora al telefono con lui, Neal guarda Peter che gli lancia uno sguardo come per fargli capire che sa benissimo che cosa sta tentando di fare.
- Guest star: Moran Atias (Christie)
- Ascolti USA: telespettatori 3 670 000[10]

## Il dentista di Detroit
- Titolo originale: Dentist of Detroit
- Diretto da: Dennie Gordon
- Scritto da: Channing Powell

### Trama
Mozzie vende alcune delle sue invenzioni a vari colleghi truffatori per poter racimolare del denaro da mandare a Isaac Jeffries, responsabile dell'orfanotrofio di Detroit in cui è cresciuto e che ora versa in cattive acque.
All'FBI viene aperta un'indagine su un certo Frank De Luca, un mafioso di Detroit che ora è a New York. Dal suo arrivo, viene trovato morto un allibratore e Neal, con una scusa, si reca da Mozzie con la foto dell'uomo ucciso chiedendogli cosa sta combinando, dato che il cadavere è l'allibratore con il quale Mozzie ha avuto a che fare di recente. Durante questo scambio di battute, nel magazzino di Mozzie in cui altri ladri stanno comprando i suoi aggeggi, entra proprio De Luca junior che chiede a tutti di metterlo in contatto il famoso Dentista di Detroit altrimenti un suo amico verrà ucciso e lascia una foto. Quando il mafioso esce, Mozzie prende la foto che raffigura proprio Jeffries. Neal è allibito perché il Dentista di Detroit è un personaggio molto famoso e leggendario nelle fasce malavitose e che è sempre stato considerato un mito. Mozzie confida a Neal che si tratta di lui.
Neal, anche se il suo amico non è d'accordo, avverte Peter che mette Mozzie sotto protezione e avverte De Luca che il Dentista lo vuole incontrare. Intanto Isaac Jeffries scappa da Detroit per raggiungere New York, lasciando a Mozzie degli indizi sul dove incontrarsi una volta in città.
Durante la forzata prigionia, Mozzie racconta a Peter e a Neal della sua infanzia e del motivo per il quale si è dovuto inventare questo personaggio. Peter lo avverte che a carico del Dentista di Detroit vi sono centinaia di accuse, la maggior parte delle quali riguardano atti crudeli e stenta a credere che sia stato lui a perpetrarli. Mozzie lo avverte che dopo il suo colpo a De Luca senior di 500.000 dollari all'età di 12 anni, si era ritirato e che la maggior parte dei crimini di quelle zone venivano comunque attribuite ingiustamente al fantomatico personaggio.
Caffrey si presenta all'appuntamento con De Luca junior per sapere cosa vuole dal Dentista, dicendogli che è il suo assistente (infatti sarebbe troppo giovane per essere il vero Dentista). De Luca gli confida che è a New York perché ha bisogno dell'aiuto dell'artista della truffa per fregare una somma ad un capo della mafia irlandese, tale Patrick O'Leary che ha a sua volta truffato De Luca senior con delle scommesse ai cavalli, molti anni prima. Neal, da intermediario, accetta di aiutarlo.
L'FBI fa chiudere la sala scommessa di O'Leary e Neal si presenta a lui in veste di galoppino di un altro proprietario di sale da scommesse. Gli riferisce che la soffiata all'FBI l'ha fatta il suo capo per non avere concorrenza e gli fa credere di volerlo a sua volta fregare per poterlo vedere sul lastrico. L'uomo ci casca e lo segue. Peter e Neal hanno organizzato una sala scommesse e stanno per mettere in pratica la famosa truffa raccontata nel film La stangata, dove Peter interpreterà il personaggio che fu nel film di Paul Newman, mentre Neal avrà l'incarico di impersonare il personaggio di Robert Redford.
Durante la truffa, O'Leary però prende tempo e non scommette la cifra adeguata a far sì che la trappola riesca. Peter allora inscena una litigata (come nel film originale) scatenando la finta ira di Neal che risponde a tono. I due però, recitando, si dicono cose che pensano sul serio l'uno dell'altro. O'Leary, vedendoli in rotta, scommette tutta la cifra che si era portato appresso, perdendoli e un uomo di De Luca che era presente, avverte il suo capo che la truffa è riuscita.
Peter però riconsegna i soldi a O'Leary dicendogli che era tutto un bluff. Mozzie scappa dall'appartamento in cui era tenuto al sicuro eludendo la guardia di un agente e va ad incontrare De Luca all'appuntamento stabilito per avere il denaro che crede di aver estorto a O'Leary. Una volta faccia a faccia, Mozzie chiede al mafioso se è proprio quella la strada che vuole percorrere, dicendogli che se non smette adesso, non finirà mai. L'uomo tenta di ucciderlo ma l'FBI interviene e lo arresta, grazie ad un appunto che Mozzie aveva lasciato prima di scappare. Isaac Jeffries è in salvo e incontra Mozzie con affetto, dopo tanti anni.
In casa di Neal poi, Mozzie dice all'amico che anche se una persona scappa la sua vera natura lo troverà sempre, lo fa riflettere sull'amicizia che lo lega a Peter dicendogli che anche se per adesso sembra la cosa migliore, prima o poi finirà e che dovrà godersela finché durerà.
- Guest star: Ernie Hudson (Isaac Jeffries), Robert John Burke (Patrick O'Leary)
- Ascolti USA: telespettatori 3 720 000[11]

## La vedova nera
- Titolo originale: Veiled Threat
- Diretto da: Paul Holahan
- Scritto da: Jim Campolongo

### Trama
La White Collar si trova a indagare su Selena Thomas, un'affascinante donna che ha seppellito già quattro mariti con altrettanti alti conti in banca. Sospettata di tutti i decessi, quello che l'FBI non riesce a capire, è il motivo del suo interessamento a far fuori i mariti se nessuno di loro ha mai lasciato un dollaro a lei nel proprio testamento.
Attualmente in città, Selena è sulle tracce di un quinto consorte e lo cerca in un'asta organizzata per vendere al miglior offerente dei facoltosi scapoli. Neal, Peter e Clinton si fingono tre ricconi per poter diventare la prossima preda della donna. Neal però, per non essere preso di mira dalle altre pretendenti, decide di essere scortese con tutte tranne che con lei che però preferisce accalappiare Peter. L'agente così, diventa il suo prossimo obiettivo e avverte Elizabeth che dovrà fingersi il fidanzato della sospettata per alcuni giorni. La donna non la prende bene all'inizio, credendo che sia in pericolo ma poi lo asseconda e lo aiuta. Quando Peter, per velocizzare le indagini, chiede a Selena di sposarlo, Elizabeth decide di organizzare il loro matrimonio e durante il colloquio con loro, si fa scappare che il suo matrimonio è stato troppo sfarzoso e che avrebbe preferito che fosse più intimo.
Durante le indagini, Selena viene collegata al suo avvocato Gerald Jameson che altri non è che l'organizzatore delle aste per scapoli facoltosi. Con la sua complicità infatti, la donna trovava uomini ricchi per sposarli e li convinceva poi a fare ingenti donazioni a organizzazioni benefiche che poi cessavano di esistere dopo la loro morte.
Ad indagine conclusa, Peter organizza a casa di Neal un secondo matrimonio con Elizabeth, facendole così esaudire il suo desiderio di una cerimonia intima. A celebrare la messa sarà Mozzie, mentre Neal farà da testimone degli sposi.
- Guest star: Jonathan Silverman (Gerald Jameson), Mädchen Amick (Selena Thomas)
- Ascolti USA: telespettatori 4 190 000[12]

## Robin Hood
- Titolo originale: Scott Free
- Diretto da: Tricia Brock
- Scritto da: Joe Henderson

### Trama
A New York, un nuovo e giovanissimo ladro di nome Scott Rivers comincia a stuzzicare l'FBI soprattutto per il suo modus operandi. Il ragazzo infatti ruba oggetti di scarsa utilità ma di valore molto alto a persone molto ricche. Poi, lascia un bigliettino sul luogo del delitto in cui avverte la propria vittima di aver fatto una donazione a nome del derubato. Convinti di averlo incastrato, l'FBI irrompe a casa sua ma vi trovano solo centinaia di foto del ragazzo con in mano gli oggetti che ha rubato. In ogni foto è travestito in maniera diversa. Per l'intraprendenza e la giovane età di soli vent'anni, viene paragonato ad un giovane Neal Caffrey dal bureau. Neal viene preso in giro dai suoi colleghi in ufficio e ne rimane seccato. Tuttavia stila addirittura un profilo sul giovane dicendo che è un ragazzino che per il momento se la sta spassando, senza rendersi conto che si è messo nei guai.
Successivamente, per poterlo acciuffare, la squadra degli agenti partecipa sotto copertura ad una festa di un ricco rampollo e tengono d'occhio il prossimo obiettivo di Scott: una costosissima motocicletta. Il ragazzo viene avvicinato da Neal che lo salva dal tentato avvelenamento di una donna e nella confusione dell'FBI che irrompe, Scott riesce a scappare con la moto.
Arrestata la donna si scopre che è stata assunta per ucciderlo perché ha rubato un bustino tempestato di diamanti ad un ricco imprenditore di nome Carlisle. L'uomo però, non può denunciare il furto perché i diamanti li aveva rubati a sua volta e voleva solo vendicarsi. Continuando a paragonarlo a Scott, Peter chiede a Caffrey cosa sarebbe successo se lui lo avesse arrestato qualche anno prima e Neal gli confida che non sarebbe cambiato nulla.
Intanto, Scott chiede un incontro con il famoso Neal Caffrey, avendolo riconosciuto durante il party. Neal acconsente e lo incontra nel suo appartamento con Mozzie e Sara. Mozzie dice a Neal che Scott è uno di loro e gli chiede di aiutarlo. Sara suggerisce che se Scott restituirà il bustino a Carlisle, non potrà essere considerato un ladro e in più, l'FBI potrà arrestare proprio il presunto vero proprietario. Questo piano non passa inosservato a Peter che sospetta che Neal stia aiutando il ragazzo. Durante la restituzione, l'agente rintraccia Caffrey sotto casa di Carlisle e gli chiede che sta combinando. Neal lo prega di dargli un'ora di tempo, dopodiché convincerà Scott a costituirsi. I quattro riescono nel loro intento e Carlisle viene arrestato. Scott però, non ascolta i consigli di Neal e scappa. Dopo poche ore però, si costituisce da solo a Peter e incontrando Neal all'FBI lo ringrazia per avergli fatto capire che la vita del ladro non è un futuro tutto rose e fiori.
A casa di Neal, Mozzie lo avverte che anche se non hanno ancora messo le mani sulla lista delle opere d'arte che aveva Peter, ha però una buona notizia per quanto riguarda la loro fuga perfetta. Riferisce infatti di aver trovato il modo per procurarsi due nomi falsi che non avranno modo di essere rintracciati da nessuno. Neal gli ricorda che per fare ciò, c'è bisogno di un certificato di nascita di un bambino morto e che lui non ha mai voluto fare una cosa tanto orribile. Ma Mozzie lo avverte di aver trovato un modo che non necessita quel tipo di scappatoia. Ha incontrato infatti un russo che anni prima, ha realizzato diversi certificati di nascita falsi e che nel tempo ha dato ad ognuna di quelle identità una storia, costituendo conti in banca, tessere di biblioteca e pagato addirittura contributi, creando un passato ad ognuno di loro. Ne vende così uno a Mozzie e uno a Neal donando loro un'identità nuova, pulita e soprattutto irrintracciabile, in attesa di poter vendere la refurtiva e scappare. Ad indagine conclusa Neal invita Sara a cena a casa e mentre lui va a farsi una doccia, la donna trova il nuovo passaporto di Neal con il nome falso, e si dirige verso di lui, per poi decidere di non chiedere.
- Guest star: Hutch Dano (Scott Rivers), Dana Ashbrook (Carlisle), Jennifer Missoni (Shannon).
- Ascolti USA: telespettatori 3 840 000[13]

## Il truffatore
- Titolo originale: Taking Account
- Diretto da: Michael Smith
- Scritto da: Daniel Shattuck

### Trama
Quando un esperto hacker ruba tutti i soldi di una banca di New York, Neal assume la sua identità per spenderne tutti i soldi per costringerlo ad uscire allo scoperto per cercarlo. Nel frattempo Sara si trasferisce temporaneamente da Neal in attesa che si concludano i lavori di ristrutturazione nella sua casa, ma Mozzie è contrario perché teme che la donna possa scoprire i loro segreti. Sara confessa a Neal di aver scoperto il passaporto falso e chiede spiegazioni, temendo che abbia intenzione di scappare, ma lui riesce a convincerla che è per una copertura. Durante la loro convivenza vivono insieme come ricconi, spendendo i soldi della rapina e il ragazzo dice alla compagna che la loro vita potrebbe essere così anche dopo la fine della missione, alludendo al tesoro. Intanto Mozzie insieme all'hacker, Sally, che si scopre essere dalla parte dei buoni e con cui Mozzie avrà una breve relazione, e con aiuto di Peter e Neal riesce a incastrare il truffatore chiamato l'Avvoltoio. Sara, insospettita dalle parole di Neal, entra nel suo computer e vede le immagini di sorveglianza delle opere d'arte rubate.
- Altri interpreti: Lena Headey (Sally)
- Ascolti USA: telespettatori 4 180 000[14]

## Ritorno al passato
- Titolo originale: As You Were
- Diretto da: Michael Smith
- Scritto da: Daniel Shattuck

### Trama
Sara decide di lasciare Neal con la scusa di essere troppo diversi, ma lui intuisce che il vero motivo sia un altro. Peter e Neal, dirigendosi ad un appostamento, parlano della rottura e l'agente da il proprio sostegno all'amico. Quando l'agente Jones lascia il furgone dell'appostamento e rientra a casa, scopre un ladro all'interno dell'abitazione. Ne segue una colluttazione, ma questi fugge dopo essere stato colpito da un proiettile alla spalla. Il ladro stava cercando una cartolina mandata da Jimmy, un amico di vecchia data di Jones, la quale contiene, celata, la mappa di una miniera di palladio in Sudafrica. Si presenta in ufficio la moglie di colui che ha spedito la cartolina, che altri non è la ex fidanzata dell'agente Jones. Si scopre che la BC, l'azienda per cui lavora l'uomo della cartolina, non ha dichiarato alle autorità una parte della miniera di palladio, e ha già ucciso una dirigente che voleva rivelare tutto. Presentandosi a un party per ex militari della BC, l'agente Jones individua il ladro e mandante dell'operazione. Peter individua l'uomo, che scappa lasciando cadere un proiettile. Intanto Neal scopre che Peter è ancora alla ricerca delle opere d'arte del sottomarino, così fa un calco della chiave della cassaforte di casa sua, entrando di soppiatto nell'ufficio di Peter, poi con Mozzie studia un modo per entrare a casa dell'agente e prendere la lista delle opere rubate. La scientifica scopre che il proiettile nasconde del palladio: la BC lo esporta quindi di nascosto all'interno delle munizioni destinate ad India e Cina, senza pagare i dazi doganali. Arriva poi la notizia che l'uomo della cartolina è stato rapito dalla BC. Neal viene mandato sotto copertura alla BC per scoprire dove lo tengono prigioniero, ma l'irruzione dell'FBI viene rallentata da un altro cattivo che, intanto, tenta di uccidere Neal. L'agente Jones interviene all'ultimo, salvando il collega e arrestando il criminale. Una volta chiuso il caso, Mozzie porta Elizabeth fuori a cena mentre Peter è in appostamento, così Neal entra in casa dell'agente; ma, nel momento in cui apre la cassaforte e trova la lista, lo chiama Peter per rincuorarlo dalla rottura con Sara: Neal cambia idea, dicendo poi a Mozzie di non aver trovato alcuna lista.
- Ascolti USA: telespettatori 3 890 000[15]

## Segreti pericolosi
- Titolo originale: On the Fence
- Diretto da: Paul Holahan
- Scritto da: Mark Goffman

### Trama
Mentre Neal controlla dalla lista rubata a Peter che le opere custodite non siano state ancora vendute, irrompe Mozzie in agitazione che lo esorta a vendere un quadro di Degas per ottenere subito i mezzi per la loro fuga. Neal riesce a nascondergli la lista e lo convince a non venderlo perché sa che quel quadro è nella lista dell'FBI. Poco dopo Neal incontra Sara per restituirle le ultime cose lasciate a casa sua e ne approfitta per chiederle il vero motivo della loro rottura e a quel punto Sara confessa di aver scoperto che lui nasconde le opere d'arte del sottomarino e va via dicendogli che non lo avrebbe mai seguito nella sua fuga. Ai federali giunge la notizia che Keller è di nuovo in circolazione. È stato infatti avvistato in Egitto mentre ruba un prezioso medaglione, e si vocifera che lo abbia trasferito a New York insieme a numerosi altri reperti per venderli grazie a una ricettatrice del posto, Raquel Laroque, che ha escogitato un ingegnoso sistema per importare i reperti senza destare sospetti: costruisce souvenir intorno alle opere, utilizzando materiali inerti che schermano il reale contenuto ad eventuali controlli ai raggi X. Il problema principale è quello di estrarre i reperti una volta giunti a destinazione e per questo l'affascinante ricettatrice si mette alla ricerca di un esperto in grado di farlo senza danneggiare le opere. 
Nel frattempo Keller si era spacciato per un agente dell'Interpol e aveva torchiato Sara con l'intento di carpire l'ubicazione del tesoro, ma Sara ha rivelato solamente l'indirizzo IP del sistema di videosorveglianza a custodia del tesoro; subito dopo Sara confessa tutto a Mozzie che interviene prontamente per cambiare il fid, e scopre l'identità di Keller. Mozzie avverte Neal dell'accaduto e, avendo intenzione di cambiare nascondiglio, porta via il Degas che aveva previsto di vendere.
Intanto Neal viene messo sotto copertura e dopo aver ottenuto la piena fiducia della donna estrae il medaglione dal suo souvenir. Quando comunica all'FBI la parola di riconoscimento per entrare in azione ed arrestare la ricettatrice, Keller interviene e svela la copertura di Neal, rivendicando sia il medaglione che il tesoro dell'U-Boot che tutti credono scomparso, ma che in realtà è in mano a Neal e Mozzie, e Keller è convinto che lo abbiano loro, pur senza averne la certezza. Keller fa vedere a Neal il video del tesoro saccheggiato dai suoi uomini, apparentemente sembra abbia già vinto ma quando Neal esce dalla casa della ricettatrice (senza cavigliera, dato che era sotto copertura) chiama Mozzie, che assicura l'integrità del tesoro. I due capiscono che Keller ha escogitato tutto per poter seguire Neal fino al magazzino del tesoro: Neal allora si dirige verso un palazzo abbandonato per depistarlo. Allo scontro faccia a faccia Neal riattiva il GPS dell'orologio, facente parte della copertura precedente, l'FBI lo rintraccia e interviene arrestando Keller. Ma un ultimo colpo di scena lo fa fuggire di nuovo: la ricettatrice si improvvisa cecchino e spara a Keller ferendolo non mortalmente, lasciando i federali con un pugno di mosche. Mozzie, a insaputa di tutti, aveva fatto mettere una taglia di 6 milioni di dollari sulla testa di Keller, ricercato vivo o morto dalla mala newyorkese, per vendicare la morte dell'amico Ale operata dallo stesso Keller.
Al termine dell'episodio Neal continua a controllare se i pezzi sulla lista dell'FBI sono ancora nella stanza del tesoro e si accorge che manca un quadro di Degas. Intuisce che dietro ai 6 milioni di taglia su Keller c'è Mozzie, pensando alla cifra che corrisponde esattamente al prezzo del Degas sul mercato nero. Con grande sorpresa di Mozzie, Neal mostra la lista, che il primo credeva ignota, e quindi ora la priorità per i due è quella di recuperare il pezzo prima che venga venduto e che i federali capiscano che il tesoro è ancora integro.
- Ascolti USA: telespettatori 3 710 000[16]

## Countdown
- Titolo originale: Countdown
- Diretto da: John Kretchmer
- Scritto da: Jeff Eastin e Channing Powell (soggetto); Jeff Eastin (sceneggiatura)

### Trama
Peter è sempre più deciso a scoprire se Neal è coinvolto nella sparizione delle opere d'arte ritrovate nel sottomarino tedesco e credute da tutti bruciate. Per questo chiama da Washington la divisione contro i crimini d'arte, di cui fa parte un suo vecchio mentore dell'accademia di Quantico, Kramer. Neal e Mozzie nel frattempo stanno cercando l'intermediario responsabile della vendita del Degas per assicurarsi che i loro nomi non siano coinvolti. Neal scopre che la divisione contro i crimini d'arte è arrivata a New York proprio per seguire il caso del Degas e in quanto consulente della White Collar deve impegnarsi per il suo ritrovamento. Neal confessa a Mozzie che non è più sicuro di voler scappare da New York e lui gli concede 48 ore di tempo per pensare alla decisione definitiva. Intanto Kramer capisce che Peter ha chiesto il suo aiuto perché l'amicizia nata con Neal non gli permette di essere obiettivo, e gli consiglia di non fidarsi ciecamente di Neal perché è convinto che un truffatore non potrà mai riscattarsi. Rusty, l'intermediario, viene monitorato dai federali, ma Mozzie riesce a parlarci e si assicura che non trapeli alcuna informazione su di lui e Neal, cancellando le ultime chiamate dal cellulare che viene recuperato dallo stesso Neal quando cattura Rusty. Neal deve inoltre guardarsi dall'agente Melissa Matthews che aveva incontrato nell'episodio 2 (Ultime volontà), a cui aveva dichiarato di essere un agente dell'Interpol per estorcerle informazioni sulla lista delle opere perdute, e che ora è coinvolta in prima persona nell'indagine. Riesce tuttavia a scamparla dicendole che è un agente sotto copertura, e che tutti lo chiamano Neal.
Mozzie intanto incontra Keller per strada che rivendica ancora una volta parte del tesoro scomparso, nonostante ora sia il ricercato numero 1 sia dall'FBI che dall'intera criminalità newyorkese. Mozzie non rivela alcunché, ma Keller minaccia di farlo parlare con mezzi più convincenti di un semplice coltello.
Intanto per arrestare i responsabili la squadra composta da Peter, Diana, Jones e Kramer organizza un raid nel palazzo del compratore del Degas. Parallelamente, Neal e Mozzie architettano un piano per sostituire il Degas originale con una copia eseguita da Neal stesso: in 10 minuti dovranno compiere lo scambio, sfruttando gli ascensori (controllati da Mozzie) e un fucile bazooka con doppio fondo consegnato da Mozzie al compratore sotto mentite spoglie, che useranno per sostituire il dipinto. Peter rinchiude Neal in una stanza per detenuti pensando di renderlo inoffensivo, ma i due truffatori avevano messo in preventivo questa mossa, rendendola parte del piano per raggiungere l'attico prima dei federali. Neal fugge utilizzando un paracadute, atterra in un luogo non coperto dalle telecamere e consegna il vero Degas a Mozzie, prima di rientrare nello stanzino e far credere a Peter di non essersi mosso da lì durante la retata. Kramer esamina il dipinto e con grande sorpresa di Peter lo certifica come un falso: la firma e il colore sono perfetti, ma l'olio di lino usato per mescolare il colore asciuga in circa 50 anni provocando delle minuscole crepe nel colore, che sono troppo precoci nel Degas analizzato per poter essere un quadro di 100 anni fa. Pochi minuti in più nel forno di cottura e lo avrebbe ingannato, ma Neal e Mozzie in quanto grandi esperti d'arte sapevano come sviarlo e dove fermarsi nella realizzazione del falso.
L'episodio termina con Neal che vuole restare a New York mentre Mozzie è convinto a partire. Peter è ancora dubbioso e telefona a Elizabeth, che lo rincuora e gli chiede di venire a rilassarsi con lei a casa. L'agente mentre torna in macchina trova un cellulare sul cruscotto che comincia a suonare: è Keller, che chiede il suo "aiuto" per recuperare il tesoro, dato che lo ha visto ed è in mano a Neal. Quando torna a casa Peter trova la divisione White Collar che esamina le prove: c'è stata un'effrazione, ed Elizabeth è stata rapita.
- Ascolti USA: telespettatori 4 300 000[17]

## Scacco matto
- Titolo originale: Checkmate
- Diretto da: John Kretchmer
- Scritto da: Joe Henderson e Alexandra McNally (soggetto); Joe Henderson (sceneggiatura)

### Trama
Dopo il rapimento di Elisabeth, Neal non può far altro che confessare a Peter il suo coinvolgimento nella sottrazione del tesoro. Peter è molto deluso, ma decide di fidarsi lo stesso: è in gioco la vita di sua moglie. Keller lo richiama e gli fa ascoltare la voce di Elisabeth, che comunica in codice al marito: il cane Satchmo ha morso l'aggressore che può essere identificato con un test del DNA. Neal intanto porta Peter al nascondiglio, ma Mozzie ha già spostato tutto e i due hanno soltanto 12 ore prima che Elizabeth venga uccisa. Mozzie, venuto a conoscenza della situazione, si presenta spontaneamente al bureau e vuole collaborare attivamente alla cattura di Keller; nonostante tutto, a New York non è solo Neal a sentirsi a casa.
I tre vogliono prendere tempo, dato che tutti gli agenti FBI sono impegnati nella ricerca di Elizabeth e 12 ore sono troppo poche per organizzare un piano di cattura. Devono far vedere il tesoro a Keller; all'appuntamento c'è anche un vecchio rivale di Mozzie, astutamente condotti a compiere un illecito in uno dei container vicini a quello del tesoro. Interviene la polizia e Keller deve fuggire insieme a Peter, Mozzie e Neal. Intanto Elizabeth è rinchiusa in un appartamento di New York, con vetri blindati e il suo stesso rapitore messo a guardia per evitare che fugga. Quest'ultimo però ha un accenno di infezione alla mano destra, causata dal morso di Sachmo. Per questo la donna aumenta di proposito il riscaldamento dell'appartamento, in modo tale da far sudare l'uomo e aumentare il rischio di sepsi.
Keller nel frattempo vuole recuperare a tutti i costi il tesoro e coinvolge gli altri tre nella riuscita del piano: utilizzando un furgone militare, Peter e Mozzie si fingono soldati in servizio e affidano alla polizia il compito di portare all'interno del magazzino il furgone, che contiene Neal e Keller. I due vogliono approfittare della pausa pranzo dei poliziotti per trasferire il carico sul furgone e scappare, ma la NYPD ha raddoppiato i turni e quindi devono improvvisarsi poliziotti loro stessi. Senza mandato, riescono comunque a far trasferire il carico dagli stessi agenti, convinti dall'intervento telefonico di Peter che impersona l'assistente di un procuratore. Quando le cose sembrano andare per il meglio, Keller decide di mettere fuori gioco Neal e rapirlo insieme al tesoro, in modo tale da assicurarsi un piano di fuga da Peter e dai federali, che secondo lui stanno organizzando qualcosa alle sue spalle.
Elizabeth convince il suo rapitore ad uscire dall'appartamento per procurarsi della penicillina in una qualsiasi farmacia, e approfitta del tempo a sua disposizione per graffiare quanto basta il vetro blindato utilizzando il suo anello con diamante, la cui durezza va oltre ogni altro materiale. Infine infrange il vetro usando ripetute percosse con una sedia, e fugge attraverso le scale d'emergenza: quando tutto sembra filare liscio, il suo aggressore la immobilizza e cerca di ucciderla, ma Diana e Jones, che nel mentre hanno individuato il quartiere dove veniva tenuta prigioniera la donna, intervengono sparando all'aggressore.
Neal riesce a liberarsi e Keller se ne accorge: scende dal furgone e affronta Neal a viso aperto, utilizzando un bastone sacro facente parte dei reperti, mentre Neal, che ha sempre odiato le armi, si difende usando un antico scudo greco. La lotta va in favore di Neal, ma Keller recupera un quadro di Raffaello e mette fuori gioco Neal, che non si difende per paura di danneggiare l'opera d'arte. Keller è intenzionato ad uccidere a bastonate Neal, ma Peter interviene. Anche lui viene ferito e sta per essere ucciso dal criminale, Neal però si riprende e con una mira eccezionale riesce a ferire Keller alla gamba, lasciando illeso Peter che gli era davanti. Keller viene arrestato, Peter si ricongiunge con Elizabeth e Neal è intenzionato a costituirsi, ma Keller all'interrogatorio si è preso il merito per il salvataggio delle opere e quindi Neal non è più responsabile del furto: anzi, per il suo eccellente operato viene fissata una nuova udienza dal dipartimento che lo può liberare per buona condotta in meno di tre mesi.
- Ascolti USA: telespettatori 3 230 000[18]

## Upper West Side Story
- Titolo originale: Upper West Side Story
- Diretto da: Russell Lee Fine
- Scritto da: Alexandra McNally e Jim Campolongo

### Trama
Un brillante studente, Evan, scopre che nel suo istituto scolastico qualcuno deruba i fondi per le borse di studio e si rivolge a Peter per investigare. Il ragazzo è convinto che il direttore dell'istituto sia il principale responsabile, ma ha solamente prove accessorie per dimostrarlo e la White Collar, incuriosita, accetta il caso. Peter va sotto copertura nell'istituto, ma un inconveniente improvvisa Neal supplente nella classe del ragazzo, che è innamorato della bella figlia del direttore, Chloe. Questa si infatua subito di Neal, che per reggere il gioco e cercare di avvicinare i due ragazzi sembra contraccambiare.
Peter intanto va a colloquio con il direttore, fingendosi un ricco industriale arrivato da poco in città che vuole iscrivere il proprio figlio al prestigioso istituto. Riesce a farsi invitare a cena dal direttore, pretesto che aprirà la strada a Neal per ottenere informazioni riservate dal computer di casa. Quest'ultimo intanto si fa invitare di proposito a casa di Chloe per fare ripetizioni di letteratura, riuscendo a invitare anche Evan.
Alla cena tutto riesce alla perfezione, ma il giorno seguente l'FBI scopre che il direttore e il preside dell'istituto, entrambi in combutta, vengono a sapere della copertura di Peter: lo rinchiudono in un'aula per interrogarlo e per ucciderlo, in modo tale che i loro illeciti possano continuare. Neal interviene con l'aiuto di Mozzie e delle sue abilità chimiche, preparando un composto fumogeno che servirà a Peter per fuggire ed arrestare il direttore. Neal e Mozzie durante tutta l'operazione hanno fatto in modo che Evan venisse notato da Chloe e l'episodio termina con i due giovani che infine si fidanzano.
- Ascolti USA: telespettatori 3 470 000[19]

## Il nuovo vicino
- Titolo originale: Neighborood Watch
- Diretto da: Andrew McCarthy
- Scritto da: Jeff F. King

### Trama
Peter porta a casa un nuovo strumento di intercettazione che lascia acceso quando va al lavoro.
Grazie al marchingegno Elizabeth ascolta la telefonata di un nuovo vicino, Ben Ryan, e scopre che sta architettando una rapina. Peter inizialmente dà ascolto alla moglie che gli riferisce il luogo e l'orario indicato dal presunto ladro, ma quando rimane appostato con Neal e non accade nulla comincia a pensare che Elizabeth abbia delle paranoie dovute al rapimento. La donna decide di farsi aiutare da Mozzie e Neal che escogitano un modo per entrare in casa sua, così Elizabeth riesce a farsi invitare a cena dalla coppia di vicini. Fingendo di andare in bagno Elizabeth rovista nello studio di Ben, cercando possibili indizi per incastrare il vicino. Ben sospetta di alcuni rumori e chiude la porta dello studio a chiave dopo che Elizabeth si era nascosta, e che riuscirà a liberarsi grazie all'aiuto di Neal che le insegna a usare sofisticati strumenti di scassinamento posseduti da Ben e che mostrerà a Peter. Tornati a casa Peter si convince che Ben nasconde qualcosa e all'FBI scoprono sia i suoi precedenti penali e sia il tentativo di manomissione della linea telefonica per eludere gli allarmi. Nel frattempo Ben, capendo che i Burke stanno indagando su di lui, fa una visita a Elizabeth e le minaccia di stargli lontano. Per entrare in affari con Ben, Neal si finge un ex detenuto in cerca di un colpo grosso e riesce a ottenere degli indizi: l'obiettivo di Ben e del suo complice Connor, proprietario di un strip club, è quello di rubare una cassaforte di un hotel di lusso che custodisce 7 milioni di dollari, fingendosi operai di una sala in manutenzione. Ma quando l'FBI giunge sul posto per controllare, la rapina è già in atto e i ladri scappano con la cassaforte. Peter avverte Elizabeth di controllare la casa di Ben, ma quando vede la moglie Rebecca salire in auto con dei borsoni decide di inseguirla, assieme a Mozzie, fino allo strip club dove i ladri si dividono la refurtiva. Elizabeth e Mozzie creano un diversivo per guadagnare tempo nell'attesa dei soccorsi e l'FBI riesce a fermare i malfattori.
- Ascolti USA: telespettatori 3 040 000[20]

## La chiave di violino
- Titolo originale: Pulling Strings
- Diretto da: Anton Cropper
- Scritto da: Channing Powell

### Trama
Sara chiede aiuto a Peter per indagare su un suo superiore riguardo alla sparizione di un violino Stradivari.
Peter, impegnato con Elizabeth, decide di mettere Neal al servizio di Sara provando in questo modo a farli riconciliare. L'indagato è un ex di Sara e l'operazione scatena la gelosia di Neal.
- Ascolti USA: telespettatori 2 470 000[21]

## Colpo allo stadio
- Titolo originale: Stealing Home
- Diretto da: Tim DeKay
- Scritto da: Mark Goffman e Jim Campolongo (soggetto); Mark Goffman (sceneggiatura)

### Trama
Per la commutazione della pena Neal deve continuare a impegnarsi. Anche Sara viene a sapere dell'udienza ed è indecisa sul da farsi, dati i trascorsi sia amorosi che professionali avuti con Neal; per questo va a casa sua e inizia a parlare con lui di tutto, in modo tale da prendere una decisione.
In città è arrivato Gordon Taylor, un ladro estremamente abile, con la fedina penale immacolata ma ritenuto responsabile dei più grandi furti moderni. L'FBI è messa allerta dal suo arrivo: sanno che se Taylor è lì deve avere in mente un obiettivo. Neal deve occuparsene insieme a Peter: ma mentre il primo passeggia con Mozzie viene a sapere che l'amico è già stato contattato e ingaggiato da Taylor per effettuare una rapina allo stadio degli Yankees. Gli viene un'idea: se anche lui entra nella squadra avrà l'occasione di tenere d'occhio Taylor e incastrarlo per la prima volta. Mozzie non è molto d'accordo in quanto nutre una certa ammirazione per Taylor, considerato da tutti una leggenda, ma accetta lo stesso di collaborare con i federali per aiutare Neal a liberarsi della cavigliera definitivamente.
Il piano, dopo un'iniziale riluttanza del finanziatore, viene messo in atto: l'obiettivo è un'antica palla da baseball del 1915, cimelio dal valore inestimabile conservato in una teca del museo nello stadio. Mozzie è incaricato di costruire una palla finta da rimpiazzare, Neal invece dovrà falsificare l'autografo del lanciatore cui apparteneva la palla, mentre gli altri si occuperanno delle telecamere e dei diversivi. Neal deve cercare un mezzo di comunicazione con Peter, dato che Taylor ha attivato un sistema che blocca le frequenze all'abitazione in cui pianificano la rapina. Nasconde quindi l'indirizzo della consegna della palla tra Taylor e il finanziatore nella palla stessa, sperando che Peter apra la palla falsa, legga il messaggio e intervenga per arrestare i due criminali. Mozzie, per facilitare l'individuazione del falso, cuce la palla con due punti di fila dello stesso colore, difetto che non si trova nell'originale.
La rapina viene eseguita alla perfezione: anche il piano di cattura dell'FBI riesce, ma al posto di Taylor trovano Mozzie e un complice: il primo infatti non aveva resistito alla delusione di vedere il suo mito rinchiuso in carcere e aveva comunicato a Taylor dell'operazione, riuscendo a farlo scappare. Dal tetto del palazzo Neal si chiede appunto che cosa ha fatto il suo amico, quando Taylor spunta e invece di ucciderlo o ferirlo gli consegna un assegno per aver partecipato alla rapina: Taylor mantiene quindi la sua fama di ladro gentiluomo, e offre a Caffrey la possibilità di raggiungerlo a Parigi insieme a Mozzie dopo qualche mese, per organizzare altri furti.
Nel finale Sara si confida con Peter; vuole testimoniare a favore di Neal all'udienza. Anche Peter lo vuole aiutare, ma Kramer ha cominciato a fare molte domande nel bureau e ha riesumato le vecchie lettere di Neal a Kate che ha scritto in carcere, scoprendo che nascondono messaggi in codice. Neal è nei guai e Peter vuole aiutarlo, chiedendogli il contenuto dei messaggi in codice: ma quando si presenta a casa sua per domandarglielo, Neal gli regala una figurina di Peter quando giocava a baseball da professionista e grazie ai soldi di Taylor corona il sogno di Peter, ovvero poter lanciare dal monte dello Yankees Stadium, sogno infranto quando ha dovuto operarsi alla cuffia dei rotatori della spalla (ledendo alla sua carriera sportiva). Peter preferisce rimandare il discorso sulle lettere e si gode il momento che ha sempre sognato.
- Ascolti USA: telespettatori 2 310 000[22]

## Giudizio finale
- Titolo originale: Judgement Day
- Diretto da: Russell Lee Fine
- Scritto da: Jeff Eastin

### Trama
Tutti gli amici di Neal vengono chiamati a rispondere sul suo operato come consulente dell'FBI. Nonostante le loro testimonianze a favore, l'agente Kramer – il mentore di Peter – è contrario alla sua liberazione: l'intenzione di Kramer è quella di portare Neal a Washington per farlo lavorare per lui, e per questo cerca di incastrarlo dimostrando che ha rubato in passato il San Giorgio e il drago di Raffaello. Neal scopre il piano di Kramer e confessa a Sara di aver rubato il quadro e che nelle lettere spedite a Kate il messaggio in codice è l'indirizzo dove è custodito, così con l'aiuto di Sara e Peter, Caffrey riesce a restituire il dipinto senza conseguenze per lui. Mozzie vedendo l'amico in pericolo ne approfitta per dirgli che ha custodito una parte del tesoro del sottomarino che gli frutterà i soldi necessari per ricostruirsi una vita, ma Neal gli ribadisce che non ha intenzione di scappare. Kramer, deciso ad arrestarlo, si reca con alcuni agenti al palazzo dove si tiene l'udienza. Peter, capendo che Neal non ha possibilità di sfuggirgli, quando lo vede arrivare gli fa cenno di non entrare: il ragazzo comprende di essere suo malgrado nei guai. Durante l'interrogatorio di Peter, mentre questi afferma che Neal merita di essere liberato, Diana scopre che Neal è fuggito.
- Ascolti USA: telespettatori 2 550 000[23]